# Stoppförbud

Skylt som deklarerar Förbud mot att stanna och parkera fordon i Sverige

Stoppförbud är i trafiken ett förbud att stanna och parkera; trafikregel som förbjuder både stannande och parkering (till skillnad från parkeringsförbud som förbjuder parkering men däremot inte tillfälligt stopp för att låta passagerare stiga på eller av eller låta gods lastas på eller av)